# Sandy Reyes
Sandy Reyes Pichardo (* vor 1981 in Concepción de la Vega) ist ein dominikanischer Merengue-Sänger.
Reyes wuchs mit neun Schwestern auf und wurde von seinem alkoholkranken Vater misshandelt. Er lief im Alter von elf Jahren von zu Hause fort und bestritt seinen Lebensunterhalt, indem er Gitarrenunterricht gab und im Restaurant Vega Vieja als Sänger auftrat. Er fiel den Sängern Niní Cáffaro und Sonia Silvestre auf, die mit Tito Delgado im Teatro Vega Real auftraten und wurde von ihnen in das Programm Nosotros a las ochos aufgenommen.
Im Alter von vierzehn Jahren kam er als Sänger des Orchesters von Rafael Solano erstmals mit dem Merengue in Kontakt. Er trat dann ein Jahr lang im Hotel Jaragua auf, bevor er im Hotel Comodoro Domingo Bautista, Cholo Brenes und Wilfrido Vargas traf und in dessen Ensemble aufgenommen wurde. In neun Jahren Zusammenarbeit entstanden Merengues wie El pájaro Showí, Solina, Solina und La pringamosa.
Nach dieser Zeit gründete er mit Dioni Fernández das Ensemble El equipo de Dioni Fernández, mit dem er Titel wie El guardia del arsenal, Yo quisiera und Yo te amo más (von Yaqui Núñez) aufnahm. Mit Wilfredo Vargas entstand 1981 sein erfolgreichstes Album Abusadora. In den folgenden Jahren bis 1989 leitete er ein eigenes  Ensemble, mit dem er erfolgreiche Titel wie Tengo un pie aquí y el otro allá, El tiburón, Enamorar, Margarita, Mi novia, mi amante y mi mujer und die Ballade Lluvia produzierte. Er gründete in dieser Zeit auch ein eigenes Plattenlabel, SR récords (später SR Music).
Alkoholprobleme, die ihn seit seiner Kindheit begleiteten, und später auch ein zunehmender Drogenmissbrauch unterbrachen seine musikalische Laufbahn. Nach einer Hinwendung zum christlichen Glauben überwand Reyes die Drogensucht und arbeitete wieder als Musiker. Für sein Label produzierte er ein Album mit dem Bachate-Sänger Arcadio, und er begann auch wieder, eigene Lieder teils religiösen Inhalts aufzunehmen.